# Жупанија Салаж
Салаж (рум. Judeţul Sălaj, мађ. Szilágy megye) је округ у републици Румунији, у њеном северозападном делу. Управно средиште округа је град Залау, а битан су и градови Шимлеју Силванјеј и Жибоју.

## Положај
Округ Салаж је унутардржавни округ. Са других стана окружују га следећи окрузи:
- ка северу: Сату Маре (округ)
- ка североистоку: Марамуреш (округ)
- ка југу: Клуж (округ)
- ка западу: Бихор (округ)

## Природни услови
Округ је обухвата подручја три историјске покрајине Румуније. Западном половином припада Кришани, док је источни део подељен између Марамуреша и Трансилваније. Салаж округ је претежно брежуљкастог карактера, док је мањи део на југу планински (планина Бихор). Најважнија река је Самош, која протиче источним делом округа.

## Становништво
Салаж спада у вишенационалне округе Румуније и по последњем попису из 2002. године структура становништва по народности је била следећа:
- Румуни - 71,6%
- Мађари - 23,0%
- Роми - 5,0%